# María Currea
María Currea Manrique, más conocida como María Currea de Aya (Bogotá, 28 de mayo de 1890-Bogotá, 23 de mayo de 1985) fue una enfermera, activista femenina, sufragista, escritora, periodista y política colombiana, miembro del Partido Liberal Colombiano. 
Currea tuvo una importante participación en la lucha por los derechos de la mujer en su país que «marcó la existencia de las jóvenes colombianas que se admiraban ante su rebeldía y su independencia». Fue una de las sufragistas de la década de los años 50, y una de las primeras militantes activas del liberalismo colombiano junto a Esmeralda Arboleda.
Su trabajo le valió el reconocimiento internacional, siendo nombrada "Woman of the Americas" (Mujer de las Américas) por la OEA en 1960, además de múltiples premios y reconocimientos a su labor a lo largo de su vida, como la Cruz de Boyacá, máximo galardón civil en Colombia, que le fue dado en 1962, siendo personaje del año también en su país.
Su nombre ha sido asociado a la lucha por los derechos femeninos en Colombia, y de hecho, los 8 de marzo, el día internacional de la mujer, el Concejo de Bogotá entrega una medalla que lleva su nombre, que honra a mujeres y organizaciones que luchas por los derechos de las mujeres colombianas.

## Biografía

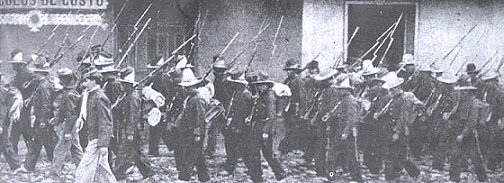
Guerra de los Mil Días, tropas conservadoras.

Al estallar la Guerra de los Mil Días su padre se sumó a las fuerzas del Partido Liberal Colombiano al frente del Batallón Rifles N° 1.

Por intermedio de su marido se entrevistó con el presidente liberal, Enrique Olaya Herrera, en apoyo de la Ley 28 de 1932 otorgando los primeros derechos civiles a la mujer.

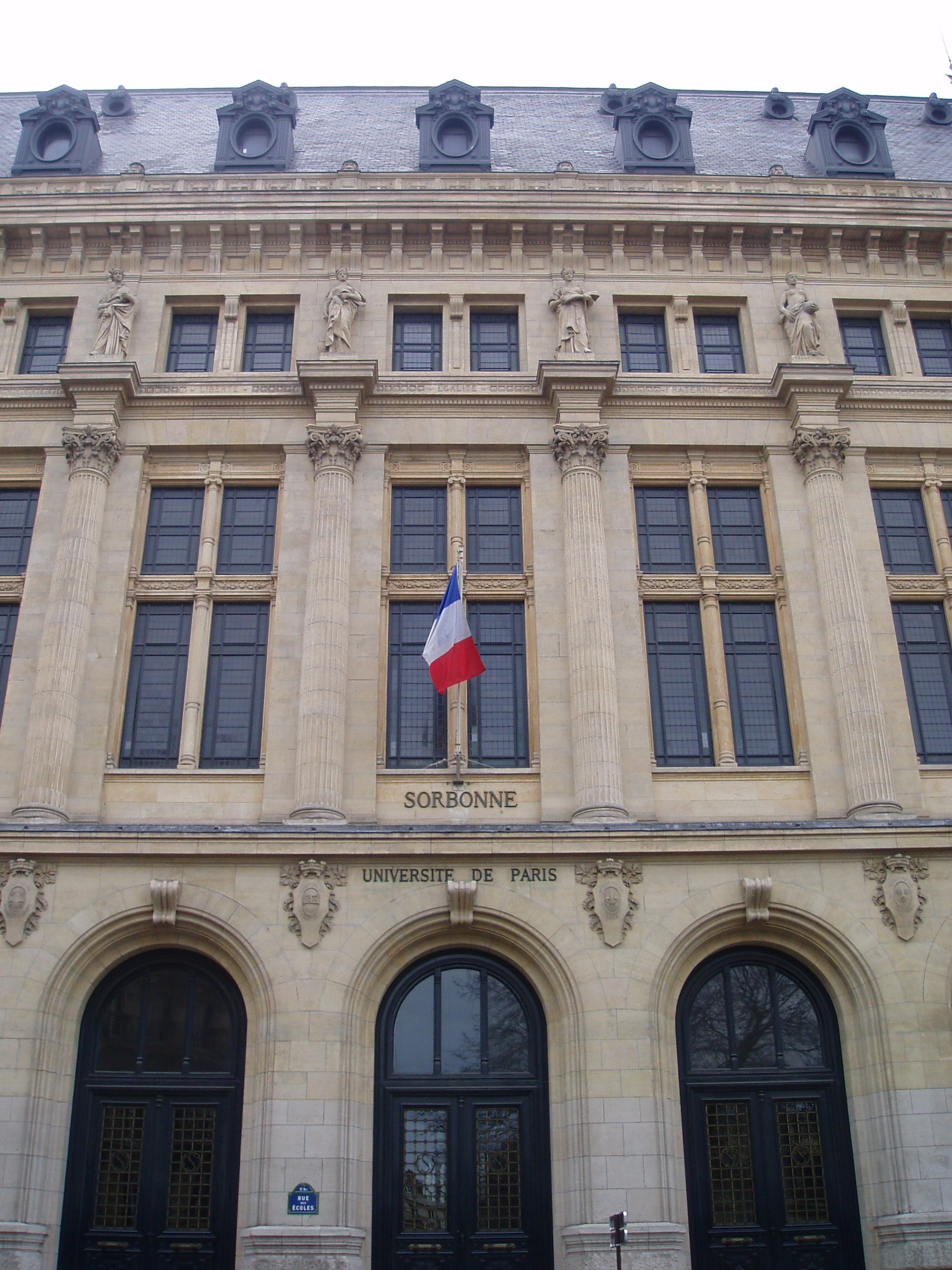
La Sorbona, París.

En 1937 viajó a los Estados Unidos donde estudió en el Centro Henry Street y se graduó como enfermera en el Presbyterian Hospital de Nueva York. Allí estableció contactos con la Comisión Interamericana de Mujeres, convirtiéndose en representante de Colombia, entre los años 1938 y 1948. Pasó luego a Francia donde obtuvo el título de doctora en Filosofía y Letras de la Universidad de la Sorbona de París.
Para cuando regresó a Colombia en 1944, María Currea, descrita como «acérrima liberal y católica consagrada, madre de cuatro hijas (…) de finas maneras y elegancia insuperable» pero de «espíritu combativo», «mujer íntegra, que no le tenía miedo a nada, y que se abría paso entre los hombres gracias a su inteligencia y a su rapidez mental», encontró en gestación los movimientos sufragistas Unión Femenina de Colombia y Alianza Femenina de Colombia y se unió de inmediato a su causa, junto a Georgina Fletcher, María Calderón de Nieto, María Montaña de Rueda Vargas, Saturia García de Álvarez y Teresa Cuervo entre otras.
Enviudó en 1953, pero pronto se encontraba nuevamente en el centro de la escena. El gobierno conservador promovía un acuerdo entre los dos partidos dominantes para promover el sufragio femenino en Colombia. En diciembre de 1953 fue nuevamente nombrada representante de Colombia ante la Comisión Interamericana de Mujeres y en 1954 fundó con Bertha Hernández, esposa del expresidente Mariano Ospina Pérez, la Organización Nacional Femenina y fue incluida por el gobierno del general Gustavo Rojas Pinilla en la comisión para apoyar la causa del sufragio femenino en la Asamblea Constituyente. Integraban la comisión las conservadoras Josefina Valencia de Hubach y Teresa Santamaría de González (suplente) y las liberales Esmeralda Arboleda de Uribe y María Currea de Aya (suplente).
El 25 de agosto de ese año Gustavo Rojas Pinilla anunció en el Salón Elíptico del Capitolio Nacional de Colombia la aprobación del Acto Legislativo N° 3 por el que se extendía la plena ciudadanía a las colombianas.
Apenas aprobada la ley, María Currea se mostró partidaria de la creación de un partido femenino dejando de lado los partidos tradicionales ya que «tan sólo la mujer puede impedir esta tremenda ruina moral, unida en un partido de mujeres, partido único de centro, ni liberal ni conservador ni comunista.»En esa posición coincidiría con la notable feminista Ofelia Uribe de Acosta, reclutada a la causa de la ley 28 de 1932 por Clotilde García Borrero y la Unión Femenina de Colombia, pero no sería apoyada por los movimientos feministas conservadores, incluyendo a Bertha Hernández, y socialistas.
Junto a sus compañeras de lucha y a su hija Beatriz Aya de Cárdenas, María Currea recorrió el país impulsando a las colombianas a obtener la cédula de ciudadanía, lo que permitió finalmente votar por primera vez en el plebiscito de diciembre de 1957 a 1 835 255 mujeres.
En 1959 fue elegida concejal de Bogotá, primera mujer en alcanzar ese cargo.
Fue autora de numerosos ensayos sobre los derechos civiles y políticos de las colombianas.
En diciembre de 1960 María Currea Manrique de Aya fue designada "Mujer de las Américas" por la Organización de Estados Americanos (OEA) premiando «su extraordinario trabajo a favor del sufragio femenino durante la década de los cuarenta y primeros años de la de los cincuenta».
Tuvo una destacada labor en diversas organizaciones como la Cruz Roja Colombiana desde el Voluntariado de las Damas Grises de Bogotá y el Voluntariado de Socorrismo y la Junta Directiva de Profamilia. Fue también fundadora de la Escuela de Enfermería en la Cruz Roja y de la Asociación Colombiana de Recreación.
María Currea de Aya murió en Bogotá el 23 de mayo de 1985, a la edad de 95 años.
Por su papel en la lucha por los derechos de la mujer el presidente Alberto Lleras Camargo le otorgó el 4 de agosto de 1962 la Condecoración de Oficial de la Cruz de Boyacá y el 19 de abril de 1978 el presidente Alfonso López Michelsen le concedió la Condecoración de Comendador de la Orden de Boyacá. El 27 de marzo de 1972 Perú le otorgó la Condecoración de Oficial de la Orden al Mérito por Servicios Distinguidos. También fue honrada con la condecoración Orden al Mérito en categoría de oro (Junta Directiva de la Asociación Colombiana de Recreación, 27 de junio de 1972) y la Medalla de la Asociación Colombiana PRO Naciones Unidas (1981).
El Concejo de Bogotá creó en 2004 la Orden Civil al Mérito María Currea de Aya «como reconocimiento cada ocho (8) de marzo, fecha en la que se celebra el día Internacional de la mujer y que se otorgará a aquella mujer que a nivel Distrital sobresalga por la labor realizada en el campo social, cultural, laboral y de defensa de los derechos humanos, que con su aporte haya contribuido al desarrollo y mejoramiento de la calidad de vida de la comunidad y que por sus méritos sea merecedora de un reconocimiento público por parte de las autoridades Distritales.»

## Familia
María Currea Manrique nació en Bogotá, Colombia, el 28 de mayo de 1890 en el seno de una familia acomodada, hija del general Aníbal Currea Bonilla, héroe de la batalla de Cuaspud y dueño de una estancia, y de Hersilia Manrique Ramírez.

### Matrimonio y descendencia
María Currea se casó con Ruperto Aya, también general revolucionario en la Guerra de los Mil Días, quien «la impulsó para que hiciera realidad su más grande sueño: trabajar en defensa de los derechos de la mujer».